# Axel Jungk
Axel Jungk est un skeletoneur allemand, né le 5 mars 1991 à Zschopau.

## Biographie
Actif en compétition depuis 2008, il débute en Coupe d'Europe lors de la maison 2010-2011, terminant 3e dès sa première course. Il devient champion du monde junior en 2012 et prend part aux Championnats du monde senior (22e place). Il entre en Coupe intercontinentale lors de la saison 2012-2013, parvenant à décrocher une victoire.
Il débute dans l'élite, la Coupe du monde lors de la saison 2014-2015. Sa campagne commence par une 4e place à Lake Placid puis se poursuit par des tops 10 à chacune de ses sorties. Il finit troisième du classement général derrière Martin et Tomass Dukurs. Lors des Championnats du monde, il est médaillé d'or dans la compétition mixte par équipes et se classe sixième en individuel.
Fin 2015, il monte sur son premier podium en Coupe du monde en terminant deuxième à Winterberg.

## Palmarès

### Jeux Olympiques
- : médaillé d'argent aux JO 2022.

### Championnats du monde
- : médaillé d'or en équipe mixte aux championnats monde de 2015, 2016 et 2017.
- : médaillé d'argent  en individuel aux championnats du monde de 2017 et 2020.
- : médaillé de bronze en individuel aux championnats monde de 2025.
- : médaillé de bronze en équipe mixte aux championnats monde de 2024.

### Coupe du monde
- Meilleur classement général : 2e en 2018 et 2022
- 19 podiums individuels : 3 victoires, 8 deuxième place et 8 troisièmes places.
- 2 podiums en épreuve mixte : 2 victoires.

#### Détails des victoires en Coupe du monde
| Édition   | Piste       | Total |
| 2017-2018 | Königssee   | 1     |
| 2019-2020 | Lake Placid | 1     |
| 2021-2022 | Altenberg   | 1     |

### Championnats d'Europe de skeleton
- : médaillé d'argent en 2019.
- : médaillé de bronze en 2018 et 2023.